# Phylloxera rileyi
Phylloxera rileyi är en insektsart. Phylloxera rileyi ingår i släktet Phylloxera och familjen dvärgbladlöss. Inga underarter finns listade i Catalogue of Life.